# هان هولاندر
هان هولاندر (بالهولندية: Han Hollander)‏ هو صحفي ومقدم تلفزيوني ومغني هولندي، ولد في 5 أكتوبر 1886 في ديفينتر في هولندا، وتوفي في 9 يوليو 1943 في معسكر الإبادة سوبيبور في بولندا.